# San Giorgio a Cremano
San Giorgio a Cremano ist eine Gemeinde mit 42.096 Einwohnern (Stand 31. Dezember 2023) in der Metropolitanstadt Neapel, Region Kampanien.
San Giorgio a Cremano grenzt an folgende Gemeinden: Ercolano, Neapel, Portici und San Sebastiano al Vesuvio.

## Bevölkerungsentwicklung
Zwischen 1991 und 2001 fiel die Einwohnerzahl von 62.258 auf 50.763. Dies entspricht einer prozentualen Abnahme von 18,5 %.

## Persönlichkeiten
- Leopoldo Rubinacci (1903–1969), Politiker
- Massimo Troisi (1953–1994), Schauspieler